# Regen (neerslag)

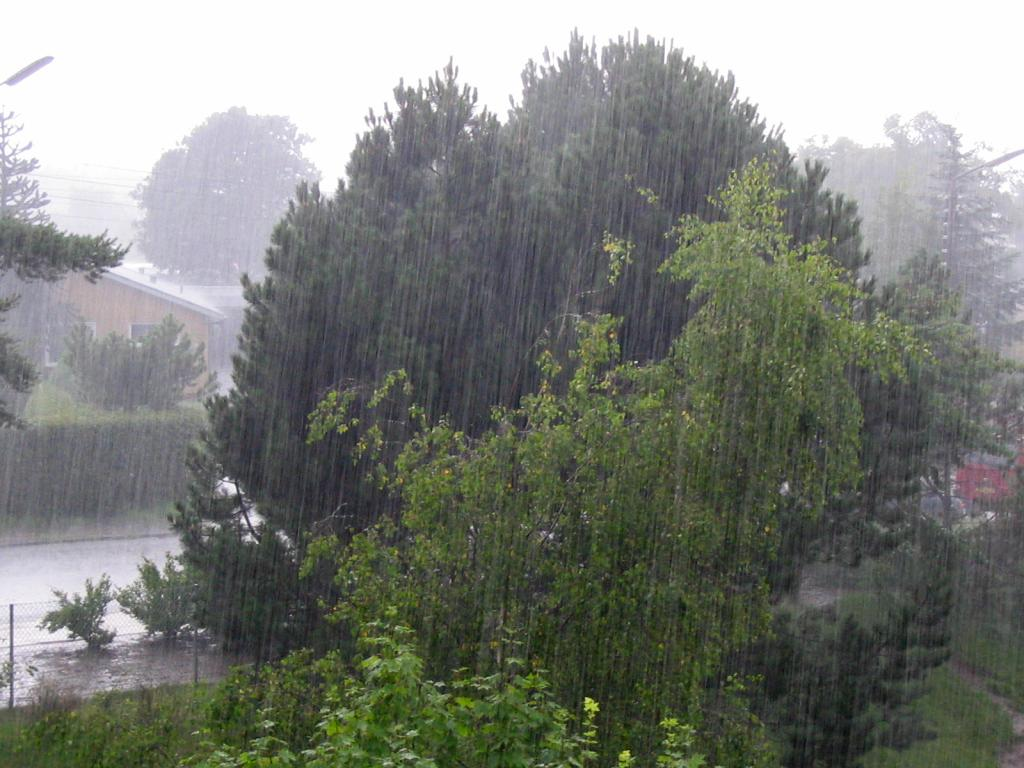
Stortregen

Regen is, net als sneeuw (ijskristallen) en hagel (kleine, gelaagde ijsklompen), een vorm van neerslag alias hemelwater. De twee wolkensoorten die regen kunnen geven zijn nimbostratus en cumulonimbus. De cumulonimbus kan zorgen voor extreme regenbuien zoals popcornbuien en wolkbreuken.

## Ontstaan
Voor de vorming van neerslag zijn in de eerste plaats wolken nodig, die bestaan uit al dan niet onderkoelde druppeltjes of ijskristallen die ontstaan zijn door condensatie of rijp. Deze elementen worden wolkenelementen genoemd en hebben een doorsnede van enkele μm (1 μm = 0,001 mm). Om daadwerkelijk tot neerslag te komen moeten de afmetingen van de onderkoelde druppeltjes in een wolk toenemen, zodat deze overgaan in neerslagelementen die een doorsnede hebben van ten minste 100 à 200 μm.

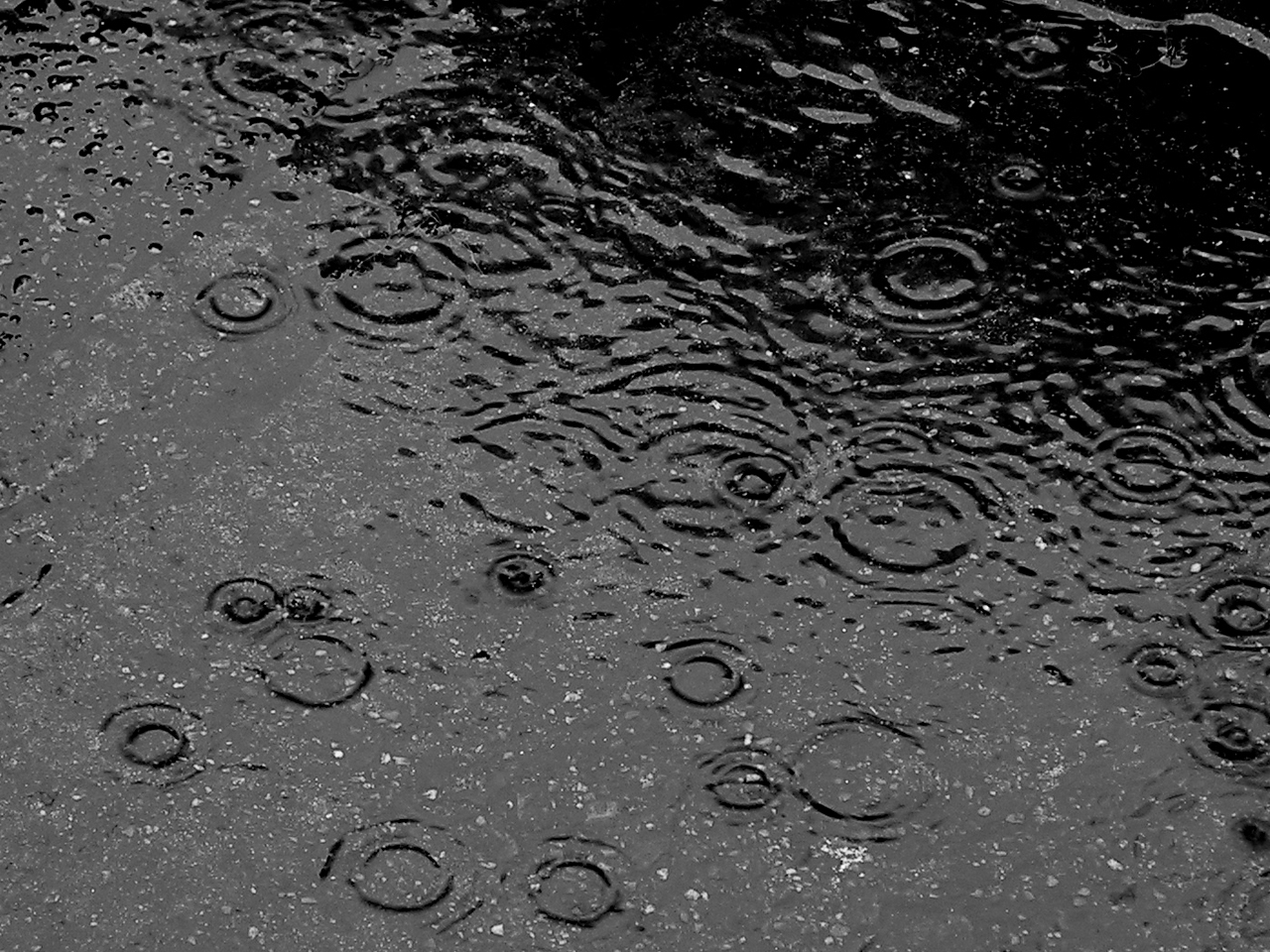
Regendruppels vallen in een plas

Het ontstaan van wolken gaat gepaard met verticale bewegingen die in snelheid kunnen variëren van enkele cm/sec tot meerdere meters/sec. Aangezien wolkenelementen valsnelheden hebben van slechts ongeveer 1 cm/sec, is het noodzakelijk dat deze aanzienlijk aangroeien, zodat zij door een wolk kunnen vallen, verdamping in de niet-gecondenseerde lucht beneden de wolkenbasis kunnen overleven en de grond als motregen, regen, enzovoorts kunnen bereiken. De vorming van relatief kleine neerslagdruppels uit enorme hoeveelheden uiterst kleine wolkendruppeltjes wordt door een tweetal processen gerealiseerd: het coalescentie-proces en het Wegener-Bergeron-Findeisen-proces.

### Coalescentie-proces
Coalescentie doet zich voor als er zich in een wolk talrijke wolkenelementen van diverse afmetingen bevinden. Door het verschil in gewicht zullen deze verschillende valsnelheden hebben en dus ten opzichte van elkaar bewegen. De grote druppels zullen sneller vallen dan de kleinere in hun omgeving, waarbij ze tijdens de val tegen een deel hiervan opbotsen en er vervolgens mee samenvloeien. Niet met alle druppeltjes in de baan van de grote druppels vinden botsingen plaats; de kleinsten spoelen in de luchtstroming om de grote druppels heen (zij worden als het ware aan de kant gedrukt). Het succes bij het invangen - uitgedrukt als de invangverhouding - wordt voornamelijk bepaald door het snelheidsverschil. Zo zijn bij een gemiddelde straal van de druppels in een wolk van 6 μm, enkele druppels met een straal van 20 μm nodig om het coalescentie-proces op gang te brengen.
Na iedere botsing worden de druppels groter, krijgen daardoor een grotere snelheid en groeien steeds sneller aan. Als de weg door de wolk lang genoeg en de concentratie van vloeibaar water voldoende groot is, kunnen de druppels ten slotte groot genoeg worden om als regendruppels door de wolkenbasis heen te vallen. Vooral bij dunne gelaagde bewolking en in cumuliforme bewolking is van belang de continue uitwisseling, in de vorm van turbulentie, tussen de wolk en de drogere lucht daarbuiten. De druppeltjes aan de rand van de wolk kunnen in deze drogere lucht verdampen. Ondanks dit effect zullen er druppeltjes moeten zijn die lang genoeg in de wolken kunnen blijven om voldoende aan te groeien.

### Wegener-Bergeron-Findeisen-proces
Het merendeel van de neerslag op gematigde breedten ontstaat middels het Wegener-Bergeron-Findeisen-proces. Bij temperaturen lager dan -23 °C zijn de wolken overwegend ijswolken, echter bij temperaturen tussen de 0 °C en -23 °C bestaan de wolken grotendeels uit onderkoelde waterdruppeltjes met slechts een veel kleiner aantal ijskristallen; in het laatste geval spreekt men wel van gemengde wolken. Bij het tegelijkertijd voorkomen van onderkoelde waterdruppeltjes en ijskristallen geldt dat de verzadigingsdampdruk van de ijskristallen lager is dan die van de waterdruppeltjes, wat een belangrijke factor is in het gehele neerslagvormingsproces.
Onder deze omstandigheden zal er een transport van waterdamp gaan optreden van de onderkoelde waterdruppeltjes naar de ijskristalletjes; de druppeltjes verdampen en de waterdamp sublimeert op de ijskristallen. De sublimatie, die ten koste gaat van de onderkoelde waterdruppels, is het sterkste bij een temperatuur van circa -13 °C. Bij deze temperatuur is het verschil in verzadigingsdampdruk van water en ijs namelijk het grootst. De ijskristallen groeien door de steeds voortdurende sublimatie aan, waardoor hun valsnelheid groter wordt en ze door de wolk naar beneden bewegen. Bij temperaturen van enkele graden onder het vriespunt klonteren de aangegroeide ijskristallen tot sneeuwvlokken samen.
Vallen deze vlokken tot onder het 0 °C-niveau (het 0 °C-niveau is het laagste niveau waarop de luchttemperatuur lager is dan 0 °C), dan smelten ze en bereiken de aarde als regendruppels. Afhankelijk van de waterinhoud van de wolk kunnen de door sublimatie aangegroeide ijskristallen tijdens hun val met meer of minder onderkoelde wolkendruppels in botsing komen, waarbij de ingevangen druppeltjes bevriezen. Vangen de ijskristallen tijdens hun val veel en vooral grotere onderkoelde waterdruppeltjes in, dan verliezen ze hun oorspronkelijke structuur bijna geheel; er wordt dan korrelsneeuw of korrelhagel gevormd, die het aardoppervlak bij een temperatuur van meer dan 0 °C ook als regen bereikt.

## Kenmerken

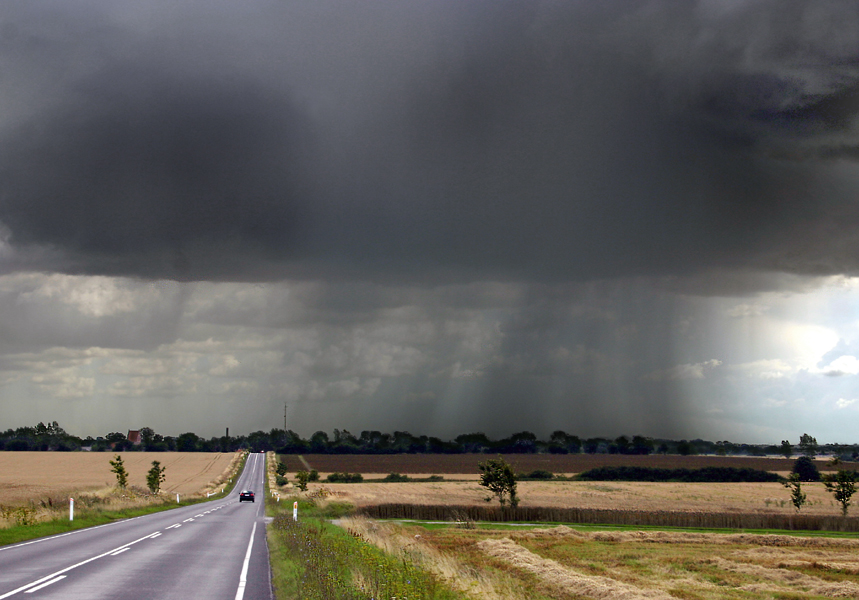
De regen valt zichtbaar uit de wolk

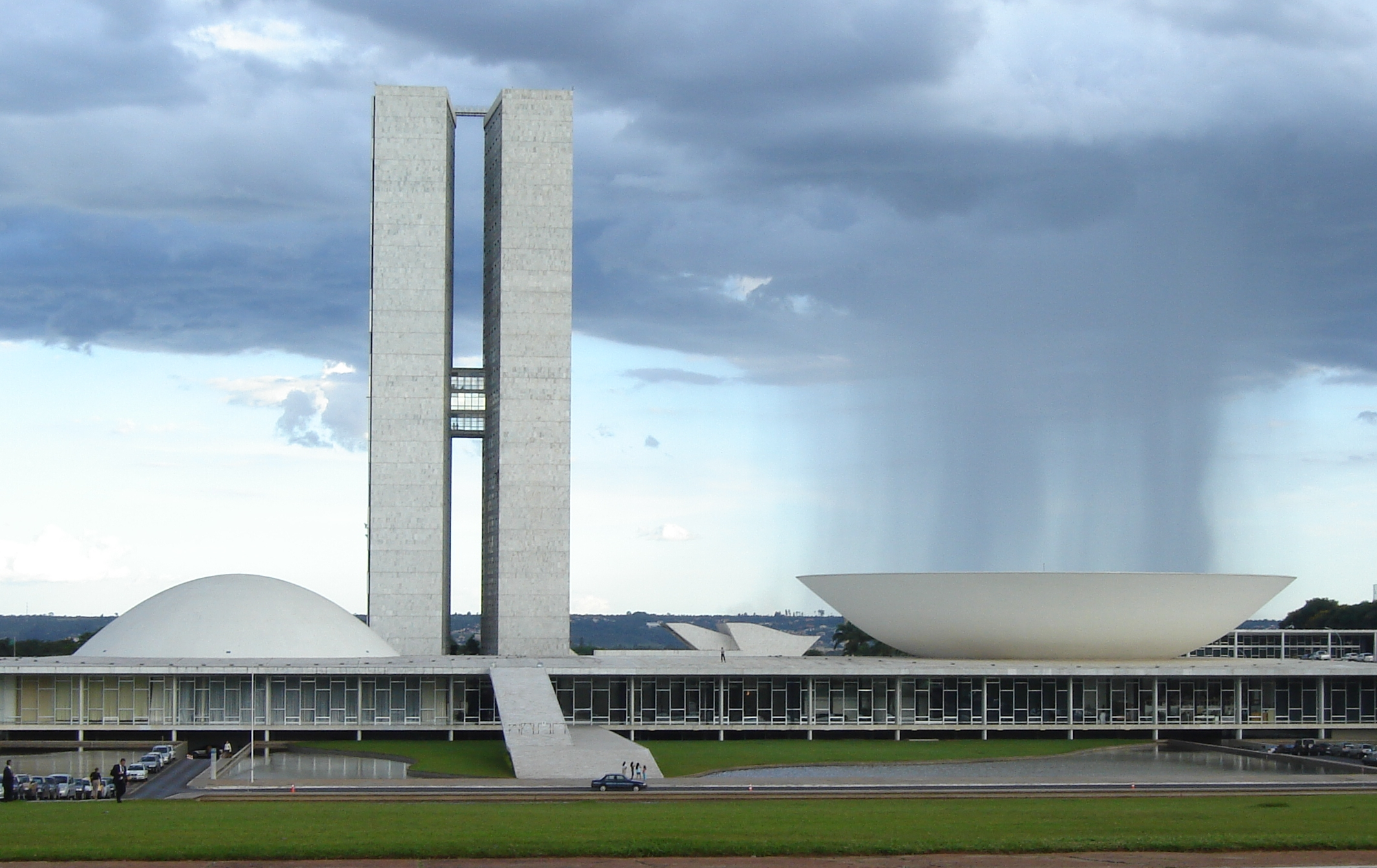
Regen bij het Nationaal Congres van Brazilië

Buiten de poolgebieden is regen de meest voorkomende vorm van neerslag.
Vallende regendruppels worden vaak afgebeeld in de vorm van tranen of peren. Dit is echter geen juiste voorstelling. Kleine regendruppels zijn vrijwel bolvormig, waarbij de oppervlaktespanning groter is naarmate de diameter kleiner is. Vanaf een zekere grootte worden ze in de val door de luchtweerstand aan de onderkant afgeplat. Bij heel grote druppels kan zelfs een soort paraplu-vorm voorkomen. De luchtweerstand zorgt er ook voor dat regendruppels niet blijven versnellen onder invloed van de zwaartekracht. Een regendruppel bereikt zijn eindsnelheid wanneer de luchtweerstand de versnelling door de zwaartekracht volledig compenseert. Grote regendruppels vallen sneller dan kleine omdat de luchtweerstand van de kleine druppels relatief groter is. Voor de kleinste druppels, zoals in mist, is lucht bij wijze van spreken zo taai als stroop. Zij dalen dan ook met een snelheid van bijvoorbeeld 1 cm per uur.
Van regen wordt gesproken indien de diameter van een waterdruppel groter is dan 0,5 mm. Een typische regendruppel heeft een inhoud van 50 tot 800 microliter.
Regendruppels - zoals tijdens buien - worden meestal niet groter dan ca. 6 mm. Bij grotere afmetingen splitsen de druppels zich vaak op in twee of meerdere druppels. Motregen bestaat meestal uit waterdruppels met een diameter kleiner dan 0,5 mm.

## Regencyclus
Regen speelt een belangrijke rol bij de water-cyclus op aarde: water uit de oceanen verdampt, condenseert in de vorm van wolken, valt op het aardoppervlak neer in een van de vormen van neerslag, en komt uiteindelijk terug in de oceaan via de wind en rivieren om opnieuw aan de cyclus te beginnen.

## Regenmeter
De hoeveelheid regen die valt, wordt gemeten met een regenmeter: een soort trechter die de neerslag opvangt, en die uitloopt in een cilinder waarin het water wordt verzameld. De hoeveelheid wordt tot op 0,1 mm nauwkeurig gemeten. 1 mm regen komt precies overeen met 1 liter water per vierkante meter. Traditioneel worden neerslaghoeveelheden over de hele wereld om 8 uur 's morgens gemeten om de vergelijkbaarheid van metingen te waarborgen.

## Symbolen
De volgende symbolen worden gebruikt op weerkaarten:
| Symbolen | Nr. | Beschrijving                                                                                                  |
| -------- | --- | --- |
|          | 20  | Motregen of motsneeuw in het afgelopen uur                                                                    |
|          | 21  | Regen in het afgelopen uur                                                                                    |
|          | 23  | Regen en sneeuw, of ijsregen in het afgelopen uur                                                             |
|          | 24  | Regen met ijzel of motregen met ijzel in het afgelopen uur                                                    |
|          | 25  | Regenbui in het afgelopen uur                                                                                 |
|          | 26  | Sneeuwbui, of regen- en sneeuwbui in het afgelopen uur                                                        |
|          | 50  | Lichte motregen met onderbrekingen                                                                            |
|          | 51  | Lichte motregen zonder onderbrekingen                                                                         |
|          | 52  | Matige motregen met onderbrekingen                                                                            |
|          | 53  | Matige motregen zonder onderbrekingen                                                                         |
|          | 54  | Zware motregen met onderbrekingen                                                                             |
|          | 55  | Zware motregen zonder onderbrekingen                                                                          |
|          | 56  | Lichte motregen met ijzel                                                                                     |
|          | 57  | Matige of zware motregen met ijzel                                                                            |
|          | 58  | Lichte regen en motregen                                                                                      |
|          | 59  | Matige of zware regen en motregen                                                                             |
|          | 60  | Lichte regen met onderbrekingen                                                                               |
|          | 61  | Lichte regen zonder onderbrekingen                                                                            |
|          | 62  | Matige regen met onderbrekingen                                                                               |
|          | 63  | Matige regen zonder onderbrekingen                                                                            |
|          | 64  | Zware regen met onderbrekingen                                                                                |
|          | 65  | Zware regen zonder onderbrekingen                                                                             |
|          | 66  | Lichte regen met ijzel                                                                                        |
|          | 67  | Matige of zware regen met ijzel                                                                               |
|          | 68  | Lichte regen en sneeuw en/of motregen met sneeuw                                                              |
|          | 69  | Matige of zware regen en sneeuw en/of matige of zware motregen met sneeuw                                     |
|          | 79  | IJsregen |
|          | 80  | Lichte regenbui                                                                                               |
|          | 81  | Matige of zware regenbui                                                                                      |
|          | 82  | Wolkbreuk |
|          | 83  | Lichte sneeuw- en regenbui                                                                                    |
|          | 84  | Matige of zware sneeuw- en regenbui                                                                           |
|          | 87  | Lichte korrelsneeuwbui, met of zonder regen en/of regen en sneeuw                                             |
|          | 88  | Matige of zware korrelsneeuwbui, met of zonder regen en/of regen en sneeuw                                    |
|          | 89  | Lichte hagelbui, met of zonder regen en/of regen en sneeuw, en nog zonder donder                              |
|          | 90  | Lichte hagelbui, met of zonder regen en/of regen en sneeuw, en nog zonder donder                              |
|          | 91  | Onweer in het afgelopen uur en lichte regen op het moment van waarneming                                      |
|          | 92  | Onweer in het afgelopen uur en matige of zware regen op het moment van waarneming                             |
|          | 93  | Onweer in het afgelopen uur en lichte sneeuw, regen en sneeuw, of hagel op het moment van waarneming          |
|          | 94  | Onweer in het afgelopen uur en matige of zware sneeuw, regen en sneeuw, of hagel op het moment van waarneming |
|          | 95  | Licht of matig onweer met regen, sneeuw, of regen en sneeuw                                                   |
|          | 97  | Zwaar onweer met regen of sneeuw                                                                              |

## Video
- Stortregen